# Joachim Rathke (Geistlicher)
Joachim Rathke (* 6. Dezember 1936 in Ostpreußen; † 25. Februar 2018) war ein österreichischer lutherischer Theologe und Superintendent der Diözese Kärnten/Osttirol der Evangelischen Kirche Augsburgischen Bekenntnisses (A.B.) in Österreich.

## Biographie
Joachim Rathke flüchtete zu Kriegsende 1945 mit seiner Familie vor der herannahenden Roten Armee nach Kärnten in Österreich. In Villach machte er seine Matura und nahm danach das Studium der Theologie an den Universitäten Wien und Mainz auf. Rathke erlangte den Magister. Sein Lehrvikariat absolvierte er bei Paul Pellar, dem späteren Superintendenten von Kärnten und Osttirol.
Im Jahr 1963 übernahm Joachim Rathke seine erste Pfarrstelle in der Gemeinde Fresach. 1965 wechselte er in die Stadt Villach, wo er dreißig Jahre als Pfarrer amtierte.
Im Jahr 1996 wurde Rathke zum Superintendenten und damit geistlichen Leiter der Diözese Kärnten/Osttirol der lutherischen Evangelischen Kirche Augsburgischen Bekenntnisses in Österreich gewählt. Er übernahm dieses Amt von Herwig Sturm (dem späteren Bischof der österreichischen Kirche) und war bis zu seiner Emeritierung im Jahr 2001 tätig. Sein Nachfolger wurde Manfred Sauer.
Rathke war verheiratet und hatte drei Kinder.

## Ehrung
Joachim Rathke wurden der Titel Hofrat und der Kärntner Landesorden in Silber verliehen.

## Schriften
- Wer ist Jesus Christus für uns? Verlag Hermagoras, Klagenfurt 2007, ISBN 978-3-7086-0289-9.
- Von Jesus erzählen. Verlag Hermagoras, Klagenfurt 2012, ISBN 978-3-7086-0680-4.

## Belege
1. ↑  Altsuperintendent Joachim Rathke verstorben, abgerufen am 26. Februar 2018

| Personendaten    | Personendaten                          |
| ---------------- | -------------------------------------- |
| NAME             | Rathke, Joachim                        |
| KURZBESCHREIBUNG | österreichischer lutherischer Theologe |
| GEBURTSDATUM     | 6. Dezember 1936                       |
| GEBURTSORT       | Ostpreußen                             |
| STERBEDATUM      | 25. Februar 2018                       |